# Evacanthus wui
Evacanthus wui är en insektsart som beskrevs av Cai och He. Evacanthus wui ingår i släktet Evacanthus och familjen dvärgstritar. Inga underarter finns listade i Catalogue of Life.